# Бузала
Буза̀ла (на италиански: Busalla; на лигурски: Bûsalla) е градче и община в Северна Италия, провинция Генуа, регион Лигурия. Разположено е на 358 m надморска височина. Населението на общината е 5740 души (към 2011 г.).